# Сіньхуан-Дунський автономний повіт
27°21′31″ пн. ш. 109°10′16″ сх. д. / 27.35873° пн. ш. 109.17109° сх. д.
Сіньхуан-Дунський автономний повіт (кит. 新晃侗族自治县, пін. Xīnhuăng Dòngzú Zìzhìxiàn) — один із повітів КНР у складі префектури Хуайхуа, провінція Хунань. Адміністративний центр — містечко Хуанчжоу.

## Географія
Сіньхуан-Дунський автономний повіт лежить на південному заході префектури на схід від Юньнань-Гуйчжоуського плато.

### Клімат
Повіт знаходиться у зоні, котра характеризується вологим субтропічним кліматом. Найтепліший місяць — липень із середньою температурою 27 °C. Найхолодніший місяць — січень, із середньою температурою 5,1 °С.
| Клімат повіту Сіньхуан-Дун | Клімат повіту Сіньхуан-Дун | Клімат повіту Сіньхуан-Дун | Клімат повіту Сіньхуан-Дун | Клімат повіту Сіньхуан-Дун | Клімат повіту Сіньхуан-Дун | Клімат повіту Сіньхуан-Дун | Клімат повіту Сіньхуан-Дун | Клімат повіту Сіньхуан-Дун | Клімат повіту Сіньхуан-Дун | Клімат повіту Сіньхуан-Дун | Клімат повіту Сіньхуан-Дун | Клімат повіту Сіньхуан-Дун | Клімат повіту Сіньхуан-Дун |
| Показник                   | Січ.                       | Лют.                       | Бер.                       | Квіт.                      | Трав.                      | Черв.                      | Лип.                       | Серп.                      | Вер.                       | Жовт.                      | Лист.                      | Груд.                      | Рік                        |
| Середній максимум, °C      | 9                          | 11,1                       | 15,6                       | 22,1                       | 26,4                       | 29,4                       | 32,4                       | 32,5                       | 28,8                       | 22,6                       | 17,6                       | 11,9                       | 21,6                       |
| Середня температура, °C    | 5,1                        | 7,1                        | 10,9                       | 16,7                       | 21,1                       | 24,5                       | 27                         | 26,5                       | 22,9                       | 17,5                       | 12,4                       | 7,2                        | 16,6                       |
| Середній мінімум, °C       | 2,6                        | 4,5                        | 7,8                        | 13,1                       | 17,4                       | 21,1                       | 23,2                       | 22,6                       | 19,1                       | 14,3                       | 9,2                        | 4,3                        | 13,3                       |
| Норма опадів, мм           | 40.3                       | 46.1                       | 73.2                       | 114.1                      | 170.8                      | 194.4                      | 153.6                      | 114.3                      | 68.5                       | 89.6                       | 58.5                       | 31.6                       | 1155                       |
| Вологість повітря, %       | 79                         | 79                         | 79                         | 80                         | 81                         | 82                         | 80                         | 80                         | 79                         | 81                         | 80                         | 77                         | 79.8                       |
| -------------------------- | -------------------------- | -------------------------- | -------------------------- | -------------------------- | -------------------------- | -------------------------- | -------------------------- | -------------------------- | -------------------------- | -------------------------- | -------------------------- | -------------------------- | -------------------------- |
| Джерело: data.cma.cn       |                            |                            |                            |                            |                            |                            |                            |                            |                            |                            |                            |                            |                            |